# Міхневич Йосип Григорович
Професор Йо́сип Григо́рович Міхне́вич (1809 — 9 жовтня 1885, Одеса, Херсонська губернія, Російська імперія) — історик освіти.

## Життєпис
Йосип Григорович Міхневич народився 1809 року у селі на Волині у родині священника.
Середню освіту отримав у семінарії, вищу — у Київській духовній академії, яку закінчив у 1835 році. В останній недовго викладав на посаді екстраординарного професора. У 1838—1849 роках викладав всі філософські дисципліни в одеському Рішельєвському ліцеї. Мав велику популярність серед ліцеїстів. У 1850 році кафедра філософії у ліцеях була скасована. Тому з 1850 року до 1859 року змушений був виконувати обов'язки інспектора ліцею. Читав промови на урочистих актах ліцею у 1839 році та 1850 року. З початку 1840-х років протягом 20 років видавав «Новороссийский календарь», де часто з'являлись статті історичного змісту. У 1843 році був прийнятий у дійсні члени Імператорського Одеського товариства історії і старожитностей. Автор праць з теорії філософського знання та логіки. У 1859—1867 роках працював на посаді помічника попечителя Київської навчальної округи, у 1867—1877 роках — на тій же посаді у Варшавській навчальній окрузі. На початку 1870-х років вийшов у відставку та оселився в Одесі.
Помер 9 жовтня 1885 року в Одесі.
Був похований на Першому Християнському цвинтарі Одеси. 1937 року комуністичною владою цвинтар було зруйновано. На його місці був відкритий «Парк Ілліча» з розважальними атракціонами, а частина була передана місцевому зоопарку. Нині достеменно відомо лише про деякі перепоховання зі Старого цвинтаря, а дані про перепоховання Міхневича відсутні.

## Наукова діяльність
Дотримувався традиційного для доби романтизму морально-філософського погляду на значення історичних досліджень: «Спогади про те, що було, самі собою скеровують нашу думку на те, що буде, і таким чином надають можливість поєднати у думках наших хороше минуле з кращим, як слід очікувати, майбутнім. Вже одне це спонукає нас розпочати наше сьогодення спогадами про минуле». Він належить до дуже поширеного у першій половині ХІХ століття типу істориків-аматорів. Не маючи спеціальної історичної освіти він намагався лише зібрати, описати та систематизувати певні джерела, здебільшого актові, як він писав у біографії герцога Ришельє, «надати матеріалу деяку стрункість цілого». Таким чином, він застосовував найпоширеніший у ті роки так званий історико-статистичний метод. Був чи не першим істориком освіти на півдні України, зокрема, Рішельєвського ліцею, першим біографом герцога Рішельє. Однак його працям бракувало критичного підходу, аналізу. Він надзвичайно глорифікував діяльність герцога Ришельє, не намагаючись встановити баланс здобутків та прорахунків цього державного діяча, ніяким чином не використав як історик потенціал своїх філософських знань. Однак деякі праці історика стали класичними. Зокрема, на сьогодні немає більш ґрунтовної праці про Рішельєвський ліцей.

### Наукові праці
- Исторический взгляд на учебные заведения Новороссийского края и Бессарабии // Новороссийский календарь на 1844 год. — Одесса, 1843;
- О еврейских манускриптах, хранящихся в музеуме Одесского общества истории и древностей // ЗООИД. — 1848. — Т. 2;
- Записка о содержании старых письменных актов Новороссийского края [соавтори: О. Негрі, Г. Соколов, Ф. Ляліков, Є. Шевельов] // ЗООИД. — 1848. — Т. 2;
- Биография Герцога де-Ришелье // Новороссийский календарь на 1850 год. — Одесса, 1849;.
- Исторический обзор сорокалетия Ришельевского лицея с 1817 по 1857 год. — Одесса, 1857.